# Curcuma antinaia
Curcuma antinaia là một loài thực vật có hoa trong họ Gừng. Loài này được Chaveer. & Tanee mô tả khoa học đầu tiên năm 2007. Mẫu định danh loài A. Chaveerach 509 thu thập ở cao độ 300 m tại huyện Sangkhom, tỉnh Nong Khai.

## Từ nguyên
Thân rễ của C. antinaia được sử dụng trong y học cổ truyền Thái Lan làm chất chống nọc do rắn độc cắn. Tên thông thường bản ngữ "waan nak kharat". “Nak kharat” trong tiếng Thái kết hợp hai từ tiếng Bali “naka” + “raja” có nghĩa là “vua Naka”. Các Phật tử tin rằng Naka là vị thần của các loài rắn. Tính từ định danh loài dựa trên tính chất chống nọc rắn độc.

## Phân bố, môi trường sống
C. antinaia được trồng trong vườn nhà ở một số bản làng tại huyện Sangkhom, tỉnh Nong Khai ở đông bắc Thái Lan. Nó phát triển tốt tại các khu vực lộ thiên trong vườn nhà với đất sét ẩm; ở cao độ 300-400 m.

## Mô tả
Cây thân thảo trên mặt đất, sống lâu năm. Rễ chùm, một số mập. Thân giả mọc thẳng đứng, cao tới 1 m. Thân rễ phân nhánh, 5-10 × 1,5-2 cm, hình trụ, phía ngoài có màu trắng ánh xanh lục đến nâu ánh vàng, bên trong màu vàng nhạt hoặc màu da cam (phần trung tâm đường kính ~5 mmm), chứa chất giải độc rắn cắn. Lá hàng năm 6-8; bẹ lá xanh lục, nhẵn nhụi, dài 30-50 cm; phiến lá hình elip-thuôn dài, 40-70 × 12-16 cm, cả hai mặt đều nhẵn nhụi, gốc hình nêm, đỉnh nhọn đến nhọn hoắt, mép nguyên hoặc hơi gợn sóng. Cụm hoa phát triển trên thân giả, 12-15 × 6-8 cm; cuống nhẵn nhụi, được bao trong các bẹ của hai lá thấp nhất, dài 20-30 cm; lá bắc xếp lợp; lá bắc sinh sản hình trứng rộng đến hình elip rộng, 5-5,3 × 3-3,2 cm, màu lục sáng, nhẵn nhụi, hình túi, mép rời, đỉnh tù; mào lá bắc dẹt, gốc hình túi, hình elip-thuôn dài, dài 6-7 × 2,5-2,7 cm, màu trắng với đỉnh màu tím, nhẵn nhụi; lá bắc con hình trứng ngược-thuôn dài, 2,7-3 × 1,3-1,5 cm, dạng màng, nhẵn nhụi, đỉnh xẻ 2 thùy nông, đỉnh các thùy thuôn tròn. Đài hoa hình ống, dạng màng, 1,6-1,8 × 0,2-0,3 cm, đỉnh 3 thùy, nhẵn nhụi, xẻ một bên, dài ~0,5 cm. Ống tràng hoa dài 2,3-2,5 cm, nhẵn nhụi, màu trắng, thuỳ 3; thùy lưng hình trứng rộng, 1,5-1,7 × 1,8-2cm, hình túi, đỉnh có nắp, với các mũi nhọn giống như gai dài 2-3 mm, nhẵn nhụi; thùy bên hình trứng, 1,5-1,7 × 1-1,2 cm, đỉnh thuôn tròn; cánh môi hình trứng ngược, màu vàng hoặc màu da cam nhạt với một dải màu da cam dọc theo giữa cánh môi từ đáy đến đỉnh, 3-3,2 × 1,5-1,7 cm, đỉnh xẻ 2 thùy nông hoặc hình có khía răng cưa; nhị lép bên thuôn dài, 1,3-1,5 × 0,7-0,8cm, màu vàng, đỉnh thuôn tròn; nhị 1, chỉ nhị dài ~0,7 cm, hợp sinh với nhị, mào bao phấn lắc lư, ~5 × 2mm, có lông ở mặt lưng, gốc với 2 cựa dài; bầu nhụy hạ, nhẵn nhụi, 3 ngăn, kiểu đính noãn là đính trụ; vòi nhụy 1, hình chỉ, dài ~1 cm; đầu nhụy hình chén, đường kính ~1 mm.